# Temporada 2000-2001 del Liceu
| Temporada 2000-2001 del Liceu |                         |                   |                   | |                                                                     |                                                         |
| Òpera                         | Compositor              | Director musical  | Director d'escena | Papers principals | Producció                                                           | Dates                                                   |
| Aida                          | Giuseppe Verdi          |                   |                   | Vicenç Sardinero |                                                                     |                                                         |
| Un ballo in maschera          | Giuseppe Verdi          | Bertrand de Billy | Calixto Bieito    | Walter Fraccaro (4, 7, 10, 13, 16, 19, 22, 29 desembre) / Badri Maisuradze (5 desembre / 3 gener), Lado Ataneli (4, 7, 10, 13, 16, 19, 22, 29 desembre) / Jacek Strauch (5 desembre / 3 gener), Ana María Sánchez (4, 7, 10, 13, 16, 19, 22, 29 desembre) / Nina Rautio (5 desembre / 3 gener), Elisabetta Fiorillo (4, 7, 10, 13, 16, 19, 22, 29 desembre) / Ludmilla Semciuk (5 desembre / 3 gener), Ofèlia Sala (4, 7, 10, 13, 16, 19, 22, 29 desembre) / Agnes Wolska (5 desembre / 3 gener), David Rubiera, Simon Orfila, Celestino Varela, Alfredo Heilbron, Vicenç Esteve Madrid | Gran Teatre del Liceu / English National Opera / Royal Danish Opera | 4, 5, 7, 10, 13, 16, 19, 22, 29 desembre 2000 / 3 gener |
| La flauta màgica              | Wolfgang Amadeus Mozart | Bertrand de Billy | Joan Font         | Deon van der Walt, Véronique Gens, Reinhard Hagen, Wolfgang Rauch, Valeria Esposito |                                                                     | 23 de desembre al 10 de gener                           |
| I puritani                    | Vincenzo Bellini        | Friedrich Haider  | Andrei Serban     | Konstantin Gorny, Simón Orfila, Alessandro Guerzoni (30 gener, 10 febrer), Josep Bros, José Sempere (30 gener, 10 febrer), Carlos Álvarez, Luis Ledesma (30 gener, 10 febrer), Vicenç Esteve Madrid, Jordi Mas (30 gener, 10 febrer), Raquel Pierotti, Mireia Pintó (30 gener, 10 febrer), Edita Gruberová, Valeria Esposito (30 gener, 10 febrer) |                                                                     | 28, 30 gener; 1, 5, 8, 10, 12, 15 febrer                |
| Samson et Dalila              | Camille Saint-Saëns     | Stefano Ranzani   | Elijah Moshinsky  | Josep Carreras, Markella Hatziano, Simon Estes, Stefano Palatchi, Simon Orfila, Francisco Vas, Josep Fadó | Royal Opera House Covent Garden.                                    | 15 de març                                              |